# Simhopp vid världsmästerskapen i simsport 2015
Simhopp vid världsmästerskapen i simsport 2015 i Kazan avgjordes mellan 24 juli och 2 augusti. Totalt 13 tävlingar i klasserna herrar, damer och mix fanns på programmet.

## Medaljsummering

### Damer
| Disciplin             | Guld                        | Silver                                  | Brons                                 |
| Individuellt 1 meter  | Tania Cagnotto (ITA)        | Shi Tingmao (CHN)                       | He Zi (CHN)                           |
| Individuellt 3 meter  | Shi Tingmao (CHN)           | He Zi (CHN)                             | Tania Cagnotto (ITA)                  |
| Individuellt 10 meter | Kim Kuk-hyang (PRK)         | Ren Qian (CHN)                          | Pandelela Rinong (MAS)                |
| Synchro 3 meter       | Kina Shi Tingmao Wu Minxia  | Kanada Jennifer Abel Pamela Ware        | Australien Samantha Mills Esther Qin  |
| Synchro 10 meter      | Kina Chen Ruolin Liu Huixia | Kanada Meaghan Benfeito Roseline Filion | Nordkorea Kim Un-hyang Song Nam-hyang |

### Herrar
| Disciplin             | Guld                    | Silver                                    | Brons                                   |
| Individuellt 1 meter  | Xie Siyi (CHN)          | Illja Kvasja (UKR)                        | Michael Hixon (USA)                     |
| Individuellt 3 meter  | He Chao (CHN)           | Ilja Zacharov (RUS)                       | Jack Laugher (GBR)                      |
| Individuellt 10 meter | Qiu Bo (CHN)            | David Boudia (USA)                        | Tom Daley (GBR)                         |
| Synchro 3 meter       | Kina Cao Yuan Qin Kai   | Ryssland Jevgenij Kuznetsov Ilja Zacharov | Storbritannien Jack Laugher Chris Mears |
| Synchro 10 meter      | Kina Chen Aisen Lin Yue | Mexiko Iván García Germán Sánchez         | Ryssland Roman Izmailov Viktor Minibaev |

### Mix
| Disciplin        | Guld                                        | Silver                                           | Brons                                  |
| Synchro 3 meter  | Kina Wang Han Yang Hao                      | Kanada Jennifer Abel François Imbeau-Dulac       | Italien Maicol Verzotto Tania Cagnotto |
| Synchro 10 meter | Kina Si Yajie Tai Xiaohu                    | Kanada Meaghan Benfeito Vincent Riendeau         | Australien Domonic Bedggood Melissa Wu |
| Lagtävling       | Storbritannien Tom Daley Rebecca Gallantree | Ukraina Oleksandr Horsjkovozov Julija Prokoptjuk | Kina Chen Ruolin Xie Siyi              |